# اتصال تسلسل غير متزامن
الاتصال التسلسلي غير المتزامن هو شكل من أشكال الاتصال التسلسلي حيث لا تتم مزامنة واجهات نقاط النهاية المتصلة بشكل مستمر بواسطة إشارة توقيت مشتركة. بدلاً من إشارة التزامن الشائعة، يحتوي دفق البيانات على معلومات التزامن في شكل إشارات بدء وإيقاف، قبل وبعد كل وحدة إرسال، على التوالي. تقوم إشارة البدء بإعداد جهاز الاستقبال لوصول البيانات وتقوم إشارة التوقف بإعادة ضبط حالتها لتمكين بدء تسلسل جديد.
من الأنواع الشائعة للإرسال عند بدء التشغيل والإيقاف أسكي عبر آر إس 232، على سبيل المثال للاستخدام في تشغيل المبرقة الكاتبة.

## أصل
تستخدم الطابعات عن بعد الميكانيكية التي تستخدم رموز 5 بت فترة توقف تبلغ 1.5 بت. قد تتطلب الكاتبات الكهروميكانيكية المبكرة جدًا (ما قبل عام 1930) 2 بت توقف للسماح بطباعة ميكانيكية بدون تخزين مؤقت. يمكن للجهاز الذي لا يدعم بايتات التوقف الجزئي الاتصال بجهاز يستخدم 1.5 بت مرة إذا تم تكوينه لإرسال بايتات توقف عند الإرسال وتتطلب بت توقف واحد عند الاستلام.
الشكل مشتق مباشرة من تصميم المبرقة الكاتبة التي تم تصميمها بهذه الطريقة لأن التكنولوجيا الكهروميكانيكية في عصرها لم تكن دقيقة بما فيه الكفاية[بحاجة لمصدر] للتشغيل المتزامن: وبالتالي فإن الأنظمة بحاجة إلى إعادة المزامنة في بداية كل حرف. بعد إعادة المزامنة، كانت تقنية اليوم جيدة بما يكفي للحفاظ على مزامنة البت.
استخدمت أجهزة التلغراف التجريبية المبكرة جدًا في الطباعة بت البداية فقط وتطلبت الضبط اليدوي لسرعة آلية المستقبل لفك تشفير الأحرف بشكل موثوق. كانت المزامنة التلقائية مطلوبة للحفاظ على وحدات الإرسال والاستقبال «في خطوة». تم تحقيق ذلك أخيرًا بواسطة Howard Krum، الذي حصل على براءة اختراع لطريقة بدء التشغيل للمزامنة (US 1199011، مُنحت في 19 سبتمبر 1916 ، ثم US 1286351، مُنحت في 3 ديسمبر 1918). بعد ذلك بوقت قصير، تم تسجيل براءة اختراع طابعة US 1232045، مُنحت في 3 يوليو 1917).

## عملية
قبل أن تعمل الإشارة، يجب أن يتفق المرسل والمستقبل على معلمات التشوير:
- عملية كاملة أو نصف مزدوجة
- عدد وحدات البت لكل حرف - دائمًا ما تكون أحرف 8 بت تقريبًا، ولكن تاريخيًا، استخدمت بعض أجهزة الإرسال رمزًا مكونًا من خمسة بايتات، أو رمزًا مكونًا من ستة بايتات، أو رمز ASCII من 7 بايتات .
- ترتيب البايتات : الترتيب الذي يتم إرسال البايتات به
- السرعة أو البايتات في الثانية للخط (تساوي معدل الباود عندما يمثل كل رمز بتة واحدة). تستخدم بعض الأنظمة الكشف التلقائي عن السرعة، ويسمى أيضًا الكشف التلقائي عن معدل البث بالباود .
- ما إذا كان يجب استخدام التكافؤ أم لا
- التكافؤ الفردي أو الزوجي، إذا تم استخدامه
- يجب اختيار عدد بايتات الإيقاف المرسلة (يجب أن يكون الرقم المرسل على الأقل ما يحتاجه المستلم)
- رموز العلامات والمسافة (الاتجاهات الحالية في التلغراف المبكر، وأقطاب الجهد اللاحقة في EIA RS-232 وما إلى ذلك، وأقطاب تحويل التردد في مفاتيح تحويل التردد وما إلى ذلك)

تم استخدام إشارات البدء والإيقاف غير المتزامنة على نطاق واسع لوصول مودم الطلب الهاتفي إلى أجهزة الكمبيوتر التي تشارك الوقت وأنظمة BBS. تستخدم هذه الأنظمة إما سبع أو ثماني بايتات بيانات، يتم إرسال البايتات الأقل أهمية أولاً، وفقًا لمعيار ASCII.
بين أجهزة الكمبيوتر، كان التكوين الأكثر شيوعًا هو " 8N1 ": أحرف مكونة من ثمانية بايتات، مع بت بداية واحدة، وبت توقف واحد، وبدون بت تماثل. وبالتالي يتم استخدام 10 مرات Baud لإرسال حرف واحد، وبالتالي فإن قسمة معدل بت الإشارة على عشرة ينتج عنه سرعة الإرسال الإجمالية بالأحرف في الثانية.
بدء التوقف غير المتزامن هو طبقة ارتباط البيانات السفلية المستخدمة لتوصيل أجهزة الكمبيوتر بأجهزة المودم للعديد من تطبيقات الوصول إلى الإنترنت عبر الطلب الهاتفي، وذلك باستخدام بروتوكول تأطير ارتباط البيانات الثاني (المغلف) مثل PPP لإنشاء حزم مكونة من أحرف تسلسلية غير متزامنة. واجهة الطبقة المادية الأكثر شيوعًا المستخدمة هي RS-232D. فقدان الأداء المتعلق بالوصول المتزامن ضئيل للغاية، حيث ستستخدم معظم أجهزة المودم الحديثة بروتوكولًا متزامنًا خاصًا لإرسال البيانات فيما بينها، ويتم تشغيل الروابط غير المتزامنة في كل نهاية بشكل أسرع من ارتباط البيانات هذا، مع استخدام التحكم في التدفق لحد معدل البيانات لمنع التجاوز.